# ギヴン
『ギヴン』は、キヅナツキによる日本の漫画。『シェリプラス』（新書館）にて、2013年ハル号より2023年5月号まで連載。ロックバンドのメンバーたちを中心とする青春群像劇を描いたボーイズラブ作品。
番外編『ギヴン 10th mix』（ギヴン テンスミックス）が同誌にて、2024年3月号より2025年5月号まで連載。高校時代から10年後を描いたストーリーが描かれている。
メディアミックスとして2016年よりドラマCDが発売され、2019年にテレビアニメ化、2020年にアニメ映画化された。また、アニメ映画2部作の前編が、2024年1月27日上映された。後編が、2024年9月20日上映された。
2021年7月から動画配信サービス「FOD」で実写ドラマを配信。

## あらすじ
高校生にして優れたギターの腕前をもつ上ノ山立夏は、高校で佐藤真冬が持っていたギターの弦を張り替えたことが切っ掛けで、真冬からギターを教えてもらうように頼まれる。初めは渋っていた上ノ山だったが、真冬の天才的な歌声を耳にしたことで考えを翻し、中山春樹や梶秋彦と共に組んでいたインストバンドに真冬を引き込む。
初ライブを目指して動き出したバンドだったが、上ノ山は真冬が中学生時代に交際相手を自殺で失い、その相手を引きずっていることに嫉妬を覚え、真冬に対する好意を自覚する。一方、作詞を任された真冬は彼氏が自殺した原因が自分の放った言葉にあるとする思いから、詞を書き出すことに抵抗を感じる。そして迎えたライブ本番で、真冬は自分の気持ちに正直になり、歌詞を即興で歌い上げたことでライブは盛況の内に成功する。ライブ後、上ノ山と真冬は互いに対する好意を認識し、晴れて2人は交際を開始する。
ライブ後、上ノ山たちはバンド名をgivenとし、大型ロックフェスへの参加を目標に据えてバンドに打ち込む。音楽活動と並行して上ノ山と真冬が仲を深めていく一方、春樹と秋彦の関係も秋彦の元彼である村田雨月を巻き込んで大きく変化を迎える。

## 登場人物
担当声優はドラマCD版 / テレビアニメ版・映画版の順に記載。1人しか記載がない場合はアニメ版のキャストとする。
担当俳優は舞台版 / テレビドラマ版の順に記載。

### given
佐藤 真冬（さとう まふゆ）
声 - 斉藤壮馬、本多真梨子（幼少期） / 矢野奨吾、庄司宇芽香（幼少期）
演 - 有馬爽人 / さなり
2月28日生まれ。うお座。AB型。高校2年生。
主人公。givenのボーカル兼ギター。使用楽器は赤のギブソンES-330。天才的な歌唱力の持ち主で、立夏たちバンドメンバーや雨月と関わる中で急速に才能を開花させる。
幼児期に父親に虐待されたことが原因で、うまく感情を表現出来ない。当時を知る幼馴染の吉田由紀とは特別な関係で、特に中学時代からは恋人同士のような関係にあった。由紀の死後、立夏に由紀の形見のギターを直してもらったのがきっかけで懐くようになり、不器用ながらも真摯に向き合ってくる立夏に惹かれて初ライブ後付き合うようになる。
上ノ山 立夏（うえのやま りつか）
声 - 古川慎 / 内田雄馬、陶山恵実里（小学生）
演 - 澁木稜 / 鈴木仁
8月1日生まれ。しし座。B型。
もう1人の主人公。givenのギター担当。使用楽器は黒のテレキャスター。真冬の同級生。
父親にギターを譲ってもらったことが切っ掛けで演奏を始め、高校生ながら卓越した腕前を持つに至る。音楽に関しては非常にストイックで、初心者の真冬や年上組にも臆さず強気で意見するが、恋愛に関しては奥手かつ不器用な面を見せる。
ギターや趣味のバスケットボールにも情熱を抱けなくなっていた時に高校で真冬と出会い、彼の歌声に衝撃を受けてバンドに勧誘する。バンド活動を通して真冬に惹かれていき、初ライブ後両想いとなる。
中山 春樹（なかやま はるき）
声 - 内匠靖明 / 中澤まさとも
演 - 須永風汰 / 栁俊太郎
7月13日生まれ。かに座。O型。
givenのリーダーを務める映画専攻の大学院生。担当楽器はベース。使用楽器はフジゲンのネオクラシックシリーズのジャズベース。最年長でありかつお人好しな性格のため、まとめ役を買って出ることが多い。
以前から秋彦に恋愛感情を抱いていたが、彼と雨月の関係を知ったのを契機に感情を乱されていく。
梶 秋彦（かじ あきひこ）
声 - 日野聡 / 江口拓也
演 - 川上将大 / 井之脇海
10月21日生まれ。てんびん座。A型。
givenのドラマーである大学生。
幼少から空手とヴァイオリンを習っており、大学でもヴァイオリンを専攻している。ヴァイオリンに限らず、その他の楽器も一通り演奏できる秀才。強面だが非常にもてる人物で、恋愛経験も豊富なため高校生組にしばしばアドバイスをする。
かつて恋人関係だった雨月とは別れた現在も同棲しており、互いに行き詰まる関係となっている。

### givenの周辺人物
村田 雨月（むらた うげつ）
声 - 田丸篤志 / 浅沼晋太郎
演 - 山﨑晶吾 / 稲葉友
6月6日生まれ。ふたご座。O型。
秋彦の元カレ兼同居人。世界的に著名なヴァイオリニストのため、国内外問わず演奏をしている。
秋彦と別れてからも肉体関係を続けていた。
矢岳 光司（やたけ こうじ）
声 - 濱野大輝 / 竹内良太
演 - 木村優良 / 岩井拳士朗
5月10日生まれ。おうし座。A型。
小さな会社で映像編集をしているベース兼ボーカリスト。
春樹や秋彦と同じ大学を卒業しており、春樹と同じ映像専攻であったため仲が良い。趣味と実益を兼ねて仲の良いバンドのMVを作ることもある。

### 立夏の級友達
板谷 翔吾 （いたや しょうご）
声 - 榎木淳弥 / 高梨謙吾
演 - 宮地樹 / 山崎竜太郎
5月20日生まれ。おうし座。O型。
立夏のクラスメイト。サッカー部のFWで、関東では有名なストライカー。
運動神経が抜群で、サッカーに限らず球技全般が得意である。真冬と出会う前の立夏とは頻繁に昼休みにバスケをしていた。音楽フリークである。
植木 涼 （うえき りょう）
声 - 八代拓 / 天野宏郷
演 - 岩永友也 / 武藤潤
5月31日生まれ。ふたご座。A型。
立夏のクラスメイト。バスケ部でセンターを務めている。
1年生の時から立夏や板谷と同じクラスであり、2人の影響で音楽に詳しくなった。真冬と出会う前の立夏とは頻繁に昼休みにバスケをしていた。
笠井 朱乃（かさい あやの）
声 - 本多真梨子 / 朝井彩加
演 - 永瀬莉子（ドラマ版）
立夏のクラスメイト。

### 真冬の幼馴染
鹿島 柊（かしま ひいらぎ）
声 - 増田俊樹、大井麻利衣（幼少期） / 今井文也
演 - 宮内伊織 / 奥野壮
5月8日生まれ。おうし座。A型。
真冬、玄純、由紀の幼なじみ。現在は玄純と同じバンドでベースを演奏している。
真冬と由紀の関係も知っており、由紀の自殺で不安定になった真冬を気にかける。真冬が音楽活動を始めてからは相談も受けるようになる。
八木 玄純（やぎ しずすみ）
声 - 濱野大輝、大地葉（幼少期） / 坂泰斗
演 - 舟木健（舞台版）
11月22日生まれ。さそり座。B型。
真冬、柊、由紀の幼なじみ。現在は柊と共にバンドを組んでおり、ドラムを担当している。
初期はギター担当の由紀を交えて3人でバンドを組んでいた。バンドを組むまでは、ハンドボール部だった。
吉田 由紀（よしだ ゆき）
声 - 中島ヨシキ、矢作紗友里（幼少期） / 新祐樹
演 - 小野寺晃良（ドラマ版）
真冬の幼なじみ。劇中では既に故人。
対照的な性格だった真冬とやがて互いを補うような形で付き合い始めるが、他愛ない喧嘩が切っ掛けで自殺する。

### givenの親族
上ノ山 弥生（うえのやま やよい）
声 - 矢作紗友里 / 嶋村侑
演 - 八木アリサ（ドラマ版）
4月24日生まれ。 おうし座。B型。
立夏の姉。秋彦と同じ大学に通っている。
読者モデルを務めるほどの美人で、秋彦に気があったが失恋する。

### その他の人物
椿（つばき）
声 - 中恵光城
真冬がアルバイトをしているライブハウスのスタッフ。
アニメオリジナルキャラ。
花岡（はなおか）
声 - 新垣樽助
サロン春雨で働いている美容師の青年。
ヘアアレンジの動画配信をしており、春樹をよく出演させている。

## 書誌情報
- キヅナツキ 『ギヴン』 新書館〈ディアプラス・コミックス〉、全9巻
  1. 2014年11月29日発売[15]、ISBN 978-4-403-66449-6
  2. 2016年1月30日発売[16]、ISBN 978-4-403-66503-5
  3. 2017年3月1日発売[17]、ISBN 978-4-403-66561-5
  4. 2017年12月29日発売[18]、ISBN 978-4-403-66614-8
  5. 2019年4月1日発売[19]、ISBN 978-4-403-66674-2
  6. 2020年8月3日発売[20]、ISBN 978-4-403-66736-7
  7. 2021年12月1日発売[21]、ISBN 978-4-403-66782-4
    - 『アニメDVDつき限定版』 同日発売[22]、ISBN 978-4-403-69006-8

  8. 2022年10月3日発売[23]、ISBN 978-4-403-66834-0
  9. 2023年9月1日発売[24]、ISBN 978-4-403-66880-7

## ドラマCD
ダイスエンターテインメントのレーベル「CROWN WORKS」より発売。
| 巻 | 発売日         | 規格品番                            |
| -- | -------------- | ----------------------------------- |
| 1  | 2016年2月25日  | CRWS-0009                           |
| 1  | 2019年5月27日  | CRWS-0047（リニューアル盤）         |
| 2  | 2017年1月25日  | CRWS-0019 CRWS-0020（Live edition） |
| 3  | 2018年1月26日  | CRWS-0032                           |
| 4  | 2018年11月22日 | CRWS-0040                           |
| 5  | 2020年2月25日  | CRWS-0053 CRWS-0054（Live edition） |

## テレビアニメ
2019年7月から9月までフジテレビ「ノイタミナ」枠にて放送された。ノイタミナ枠としては初のボーイズラブ作品となる。

### スタッフ
- 原作 - キヅナツキ[11]
- 監督 - 山口ひかる[11]
- シリーズ構成・脚本 - 綾奈ゆにこ[11]
- キャラクターデザイン・総作画監督（第4話まで） - 大沢美奈[11]
- プロップデザイン - 平山寛菜
- 美術設定 - 綱頭瑛子[11]、岩澤美翠
- 美術監督 - 本田光平[11]
- 色彩設計 - 加口大朗[11]
- 撮影監督 - 芹澤直樹[11]
- CG監督 - 水野朋也[11]
- 編集 - 伊藤利恵[11]
- 音響監督 - 菊田浩巳[11]
- 音楽 - 未知瑠[11]
- 音楽プロデューサー - 舩橋宗寛
- 音楽制作 - フジパシフィックミュージック
- チーフプロデューサー - 高瀬透子、三宅将典
- プロデューサー - 森彬俊、松本美穂
- アニメーションプロデューサー - 比嘉勇二、秋田信人[11]
- アニメーション制作 - Lerche[11]
- 制作 - ギヴン製作委員会（フジテレビジョン、アニプレックス、新書館、ムービック、電通）[11]

### 主題歌
作詞・作曲・編曲・バンドサウンドディレクションはセンチミリメンタルが担当。劇中バンド「ギヴン」は、原作者のキヅナツキがプロデュースし、佐藤真冬役の矢野奨吾がボーカルを務める。
「キヅアト」
センチミリメンタルによるオープニングテーマ。
「まるつけ」
ギヴンによるエンディングテーマ。第1話ではセンチミリメンタルの演奏による「まるつけ -Piano ver.-」が使用された。
「session」
the seasonsによる第1、2、9話劇中曲。
「冬のはなし」
ギヴンによる第9、10話劇中歌。

### 各話リスト
| 話数 | サブタイトル           | 絵コンテ                      | 演出                | 作画監督                                                                                 |
| ---- | ---------------------- | ----------------------------- | ------------------- | ---------------------------------------------------------------------------------------- |
| #01  | Boys in the Band       | 山口ひかる                    | 木野目優 山口ひかる | 永田陽菜 渡辺真由美 沼田くみ子 柳瀬譲二                                                  |
| #02  | Like Someone In Love   | 藤田陽一 山口ひかる           | 鎌田祐輔            | 小野木三斉 柳瀬譲二 永田陽菜 沼田くみ子 渡辺真由美                                       |
| #03  | Somebody Else          | きむらしんいちろう 山口ひかる | きむらしんいちろう  | 河野のぞみ 柳瀬譲二 渡辺真由美 兒玉ひかる 服部憲知 永田陽菜 大沢美奈                     |
| #04  | Fluorescent Adolescent | 木野目優                      | 木野目優            | 小野木三斉 柳瀬譲二 渡辺真由美 石田智子 永田陽菜 大沢美奈                                |
| #05  | The Reason             | 金森陽子                      | 又野弘道            | 渡辺真由美 笹川弥幸 田村恭穂 呉暁偉 李慶 大沢美奈 永田陽菜                               |
| #06  | Creep                  | 江副仁美                      | 鎌田祐輔            | 小野木三斉 渡辺真由美 笹川弥幸 二宮奈那子 アミサキリョウコ 永田陽菜 EverGreen            |
| #07  | Tumbling Dice          | 鈴木行                        | 西畑佑紀            | 渡辺真由美 二宮奈那子 小野木三斉 アミサキリョウコ EverGreen                              |
| #08  | Time Is Running Out    | きむらしんいちろう            | きむらしんいちろう  | 渡辺真由美 二宮奈那子 田村恭穂 EverGreen                                                 |
| #09  | 冬のはなし             | 木野目優 江副仁美 山口ひかる  | 木野目優 山口ひかる | 渡辺真由美 二宮奈那子 田村恭穂 小野木三斉 アミサキリョウコ 李慶 姚海根 大沢美奈 永田陽菜 |
| #10  | Wonderwall             | 橋本能理子                    | 橋本能理子 木野目優 | 渡辺真由美 二宮奈那子 田村恭穂 小野木三斉 岩井田夏帆 大沢美奈 永田陽菜 EverGreen         |
| #11  | Song2                  | 平井義通 木野目優             | 鎌田祐輔            | 渡辺真由美 二宮奈那子 田村恭穂 小野木三斉                                                |

### 放送局
| 放送期間                             | 放送時間                     | 放送局             | 対象地域       | 備考     |
| ------------------------------------ | ---------------------------- | ------------------ | -------------- | -------- |
| 2019年7月12日 - 9月20日              | 金曜 0:55 - 1:25（木曜深夜） | フジテレビ         | 関東広域圏     | 製作参加 |
|                                      |                              | 岩手めんこいテレビ | 岩手県         |          |
|                                      |                              | さくらんぼテレビ   | 山形県         |          |
|                                      |                              | サガテレビ         | 佐賀県         |          |
|                                      | 金曜 1:15 - 1:45（木曜深夜） | テレビ愛媛         | 愛媛県         |          |
|                                      | 金曜 1:20 - 1:50（木曜深夜） | 秋田テレビ         | 秋田県         |          |
|                                      | 金曜 1:25 - 1:55（木曜深夜） | 福島テレビ         | 福島県         |          |
|                                      | 金曜 1:30 - 2:00（木曜深夜） | 長野放送           | 長野県         |          |
|                                      | 金曜 1:35 - 2:05（木曜深夜） | テレビ静岡         | 静岡県         |          |
|                                      | 金曜 1:45 - 2:15（木曜深夜） | 新潟総合テレビ     | 新潟県         |          |
|                                      |                              | テレビ熊本         | 熊本県         |          |
|                                      | 金曜 1:55 - 2:25（木曜深夜） | 関西テレビ         | 近畿広域圏     |          |
|                                      |                              | テレビ新広島       | 広島県         |          |
|                                      |                              | テレビ西日本       | 福岡県         |          |
|                                      | 金曜 2:00 - 2:30（木曜深夜） | 仙台放送           | 宮城県         |          |
|                                      |                              | 鹿児島テレビ       | 鹿児島県       |          |
|                                      | 金曜 2:10 - 2:40（木曜深夜） | 東海テレビ         | 中京広域圏     |          |
| 2019年7月30日 - 10月8日              | 火曜 1:25 - 1:55（月曜深夜） | 山陰中央テレビ     | 鳥取県・島根県 |          |
| 2019年9月12日 - 11月21日             | 木曜 1:00 - 1:30（水曜深夜） | 岡山放送           | 岡山県・香川県 |          |
| 仙台放送を除く全局で字幕放送を実施。 |                              |                    |                |          |

インターネットでは最速放送終了後にFODにて独占配信される。

### BD / DVD
| 巻 | 発売日         | 収録話         | 規格品番     | 規格品番     |
| 巻 | 発売日         | 収録話         | BD限定版     | DVD限定版    |
| -- | -------------- | -------------- | ------------ | ------------ |
| 1  | 2019年9月25日  | 第1話 - 第2話  | ANZX-13891/2 | ANZB-13891/2 |
| 2  | 2019年10月30日 | 第3話 - 第5話  | ANZX-13893/4 | ANZB-13893/4 |
| 3  | 2019年11月27日 | 第6話 - 第8話  | ANZX-13895/6 | ANZB-13895/6 |
| 4  | 2019年12月25日 | 第9話 - 第11話 | ANZX-13897/8 | ANZB-13897/8 |

| フジテレビ ノイタミナ | フジテレビ ノイタミナ | フジテレビ ノイタミナ    |
| 前番組                | 番組名                | 次番組                   |
| --------------------- | --------------------- | ------------------------ |
| さらざんまい          | ギヴン                | PSYCHO-PASS サイコパス 3 |

## 劇場アニメ
『映画 ギヴン』のタイトルで2020年8月22日に公開された。フジテレビによるBLアニメレーベル「BLUE LYNX」の一作品であり、テレビアニメの続編となる。また、テレビアニメと「映画 ギヴン」に続く、2部作『映画 ギヴン 柊mix』 『映画 ギヴン 海へ』が2024年に公開された。

### スタッフ（劇場アニメ）
- 原作 - キヅナツキ[6]
- 監督 - 山口ひかる[6]
- 脚本 - 綾奈ゆにこ[6]
- キャラクターデザイン - 大沢美奈[6]
- 総作画監督 - 永田陽菜、二宮奈那子[32]
- 美術設定 - 綱頭瑛子[32]
- 美術監督 - 岡本綾乃、大西達朗[32]
- 色彩設計 - 加口大朗[32]
- 撮影監督 - 芹澤直樹[32]
- CG監督 - 水野朋也[32]
- 編集 - 伊藤利恵[32]
- 音響監督 - 菊田浩巳[6]
- 音楽 - 未知瑠[6]
- アニメーションプロデューサー - 比嘉勇二、秋田信人[32]
- アニメーション制作 - Lerche[6]
- 配給 - アニプレックス[32]

### キャスト（劇場アニメ）
- 村田雨月（音楽シーン吹替） - 渡邊達徳
- バンド仲間 - 高橋伸也（A）、宮城一貴（B）、奥村翔（C）[14]
- TVアナウンサー - 竹内恵美子[14]
- 客 - 塙真奈美（A）、前迫有里紗（B）、谷佳耶（C）[14]

### 主題歌（劇場アニメ）
「僕らだけの主題歌」
センチミリメンタルによる映画主題歌。

### 劇中歌（劇場アニメ）
「夜が明ける」
ギヴンによる映画劇中歌。

## 配信ドラマ
2021年7月17日から動画配信サービス「FOD」で配信開始、主演に鈴木仁が起用され、以降全6話まで配信された。
2021年11月23日から12月28日までフジテレビ（地上波・関東ローカル）の「ブレイクマンデー24」枠（火曜 0:25 ‐ 0:55）で放送され、GyaO!でも配信されている。

### キャスト（配信ドラマ）
- 上ノ山立夏 - 鈴木仁
- 佐藤真冬 - さなり
- 梶秋彦 - 井之脇海
- 中山春樹 - 栁俊太郎
- 鹿島柊 - 奥野壮
- 上ノ山弥生 - 八木アリサ
- 吉田由紀 - 小野寺晃良
- 村田雨月 - 稲葉友
- 笠井朱乃 - 永瀬莉子
- 板谷翔吾 - 山崎竜太郎
- 植木涼 - 武藤潤
- 栗原和果 - 中村守里
- 矢岳光司 - 岩井拳士朗
- タケバンド - Panorama Panama Town

### 主題歌・劇中歌（配信ドラマ）
主題歌
「Strange Days」
Panorama Panama Town
劇中歌
「Melody Lane」

### スタッフ（配信ドラマ）
- 演出・脚本 - 三木康一郎[33]
- プロデュース - 鹿内植[33]
- プロデューサー - 村山えりか[33]
- 制作協力 - C&Iエンタテインメント[33]

### 配信日程
| 各話   | 配信日  | サブタイトル         |
| ------ | ------- | -------------------- |
| 第1話  | 7月17日 | 鳴らしたコード       |
| 第2話  | 7月24日 | 切なく響く歌声       |
| 第3話  | 7月31日 | 走り出したメロディー |
| 第4話  | 8月7日  | 誰かを好きな君の歌   |
| 第5話  | 8月14日 | 再び弾け飛んだ弦     |
| 最終話 | 8月21日 | Melody Lane          |

## 舞台
舞台「ギヴン」
マンガ「ギヴン」の舞台化作品 
2021年11月20日-23日 - 京都府・京都劇場
2021年11月27日-30日 - 東京都・シアター1010
続編として『舞台「ギヴン 海へ」』が2025年5月に上演される予定であったが、制作会社のトライフルエンターテインメントが同年1月に破産手続きを開始したため、公演中止となった。

### キャスト（舞台）
- 佐藤真冬：有馬爽人
- 上ノ山立夏：澁木稜
- 中山春樹：須永風汰
- 梶秋彦：川上将大
- 矢岳光司：木村優良
- 鹿島柊：宮内伊織
- 八木玄純：舟木健
- 植木涼：岩永友也
- 板谷翔吾：宮地樹
- 村田雨月：山﨑晶吾

### スタッフ（舞台）
- 原作 - キヅナツキ「ギヴン」
- 演出 - 松崎史也
- 脚本 - 綾奈ゆにこ
- 演奏指導 - TAKA、蛇石徹、井上順乃介、米山典昭
- 主催・制作 - トライフルエンターテインメント
- 制作協力 - サンライズプロモーション大阪（京都公演）
- 監修 - ギヴン製作委員会